# Parc naturel de la Sierra d'Irta
Le parc naturel de la Sierra d'Irta (Parc natural de la Serra d'Irta en catalan) est situé dans la province de Castellón dans la Communauté valencienne.

## Description

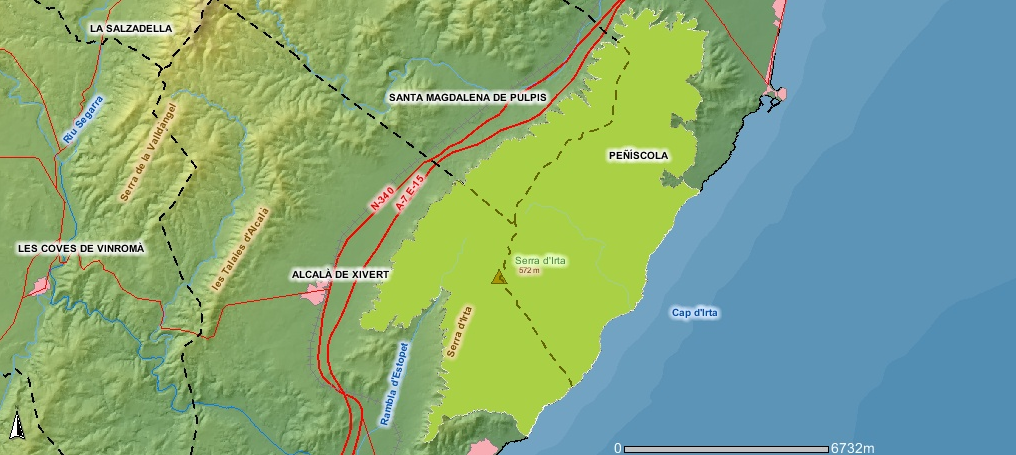
Carte du parc

La zone protégée s'étend sur 7 744 hectares terrestres et 2 448 hectares marins et a été déclarée parc naturel par le gouvernement valencien le 23 juillet 2002.
Le parc comprend la montagne qui se trouve dans la comarque du Baix Maestrat ainsi que la zone côtière qui la borde (Costa del Azahar ).

## Communes concernées
Le parc se trouve sur le territoire des communes suivantes :
- Alcalà de Xivert
- Peñíscola
- Santa Magdalena de Pulpis.

## Orographie
Le parc naturel est constitué par deux alignements montagneux parallèles à la côte et séparés par la vallée de l' Estopet. L'altitude maximum est de 543 mètres (le pic Campanelles). 
Ces montagnes descendent abruptement dans la mer Méditerranée, formant au long des 12 km, de nombreuses falaises, criques, corniches et récifs marins. La falaise la plus importante est celle de la tour de Badum. 

## Climat
Cette région possède un climat méditerranéen typique avec une forte période de sècheresse en été et  un maximum pluviométrique en automne.

## Flore
Ce parc est occupé par une végétation typique du maquis méditerranéen formé entre autres par le palmier nain ou palmier doum (nom scientifique : Chamaerops humilis L.) (unique palmier endémique en Europe), le chêne kermès, le lentisque, le genévrier de la Miera, bien qu'il soit possible de trouver des espèces plus touffues sur les hauteurs comme le genévrier de Phénicie (Juniperus phoenicea L.).
De plus, il faut noter le géranium de Irta, un endémisme de la montagne.

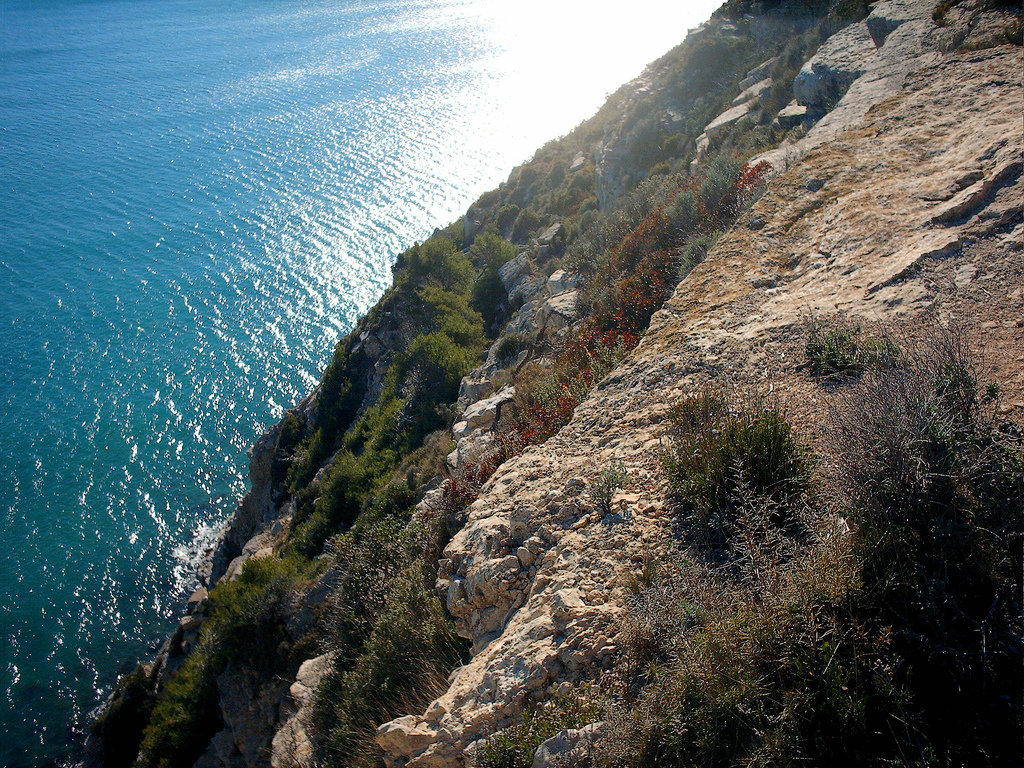
Serra d'Irta et Méditerranée

## Faune
Sa faune est très caractéristique de la proximité de la mer. Notons le goéland d'Audouin, le cormoran huppé (Phalacrocorax aristotelis), le pétrel de Storm (Hydrobates pelagicus), etc.

## Sites intéressants
Le parc a un riche patrimoine archéologique et artistique, parmi lesquels nous noterons les châteaux d'Alcalá de Chivert et de Santa Magdalena de Pulpis, qui appartenaient à l'ordre du Temple, ainsi que les restes d'un habitat ibérique du VIIe siècle av. J.-C. qui est voisin du premier de ces châteaux.
De plus il existe un réseau de tours de vigie destinées à la protection de la zone contre les incursions maritimes, les plus importantes étant la tour de Ebrí et la tour de Badum, d'origine musulmane (atalayas).
Sont également remarquables les ermitages de Santa Lucía et de San Antonio Abad, tous deux du XVIIe siècle.
Enfin, bien que n'étant pas situé dans le parc mais le touchant dans sa partie nord, il faut signaler l'ensemble historique de Peñíscola, avec un imposant château templier chargé d'histoire puisqu'il a servi de résidence à Benoît XIII, le « pape Luna. » Ce village est un des plus fréquentés par les touristes visitant la Communauté valencienne.
On y trouve aussi un phare moderne construit en 1990 par un architecte féminin, le phare d'Irta sur le littoral d'Alcossebre.

## Accès
L'accès au parc est très simple puisqu'il se trouve tout près de l'autoroute  AP-7  et la route nationale  N-340 ; on peut choisir les sorties de Alcocebre, Santa Magdalena de Pulpis, Alcalà de Xivert ou Peñíscola.

La Renfe offre une desserte sur la ligne de Valence à Barcelone grâce à la gare d'Alcalà de Xivert.